# Rhipidomys venustus
Rhipidomys venustus és una espècie de mamífer rosegador de la família dels cricètids. És endèmic de les muntanyes de Veneçuela, on viu a altituds d'entre 1.200 i 2.280 msnm. Es tracta d'un animal nocturn i arborícola. Els seus hàbitats naturals són els boscos montans, les selves nebuloses i els boscos perennifolis. És una espècie en risc mínim, és a dir, no sembla que hi hagi cap amenaça significativa per a la seva supervivència.